# V1285 Aquilae
V1285 Aquilae (V1285 Aql / GJ 735 / HIP 92871) es un sistema estelar en la constelación de Aquila de magnitud aparente +10,18.
Situado a 37,8 años luz del sistema solar, la estrella conocida más cercana a este sistema es Gliese 740, distante 2,29 años luz.
V1285 Aquilae es una estrella binaria formada por dos enanas rojas de tipo M3.5 Ve.
Es una binaria espectroscópica —semejante a EQ Pegasi, DF Ursae Majoris o GU Bootis— con un período orbital de sólo 7,658 horas. La distancia media aparente entre ambas estrellas es de 0,04 UA, una décima parte de la distancia que separa a Mercurio del Sol. La órbita está inclinada 32º respecto al plano del cielo.
El sistema aparece catalogado como estrella fulgurante en el General Catalogue of Variable Stars y ambas estrellas son cromosféricamente activas.
Las dos componentes tienen características físicas muy similares. Tienen 0,32 y 0,30 masas solares y aproximadamente el mismo tamaño, equivalente al 44% del radio solar.
Las velocidades de rotación respectivas son 4,50 y 3,60 km/s.
Su luminosidad conjunta apenas supone el 0,95% de la luminosidad solar.